# Інженерія знань
Інженерія знань (англ. knowledge engineering) — область штучного інтелекту, пов'язана із розробкою експертних систем і баз знань. Вивчає методи і засоби для отримання, представлення, структурування і використання знань.
Інженерія знань була винайдені Едвард Фейгенбаумом та МакКордаком як:

«ІЗ — розділ (дисципліна) інженерії, направлений на впровадження знань в комп'ютерні системи для вирішення комплексів завдань, що зазвичай вимагають участі людського досвіду.»
В поточний час, це теж передбачає побудову і обслуговування подібних систем (Кендел, 2007). ІЗ також тісно дотикається із програмною інженерією, і використовується в багатьох інформаційних досліджених, наприклад таких, як дослідження штучного інтелекту включно із базами даних, збір даних, експертні системи, системи підтримки прийняття рішень і географічні інформаційні системи.

## Алгоритм роботи в ІЗ
Типова послідовність опрацювання знань в ІЗ:
- Розгляд задачі.
- Запит до баз даних по даній задачі.
- Внесення і структурування отриманої інформації (ІРК модель).
- Створення бази даних із отриманої структурованої інформації.
- Тестування отриманої інформації.
- Внесення поправок та розвиток системи.

Підрозділом ІЗ є метаінженерія знань, яка придатна для розробки штучного інтелекту. Є відомості, що методи ІЗ використовувались для розробки системи складання кредитного рейтингу FICO.

## Принципи ІЗ
З середини 1980х, в ІЗ з'явилось декілька принципів, методів і інструментів, які полегшили процес отримання і роботи із знаннями. Ось декілька ключових із них: Існують різні типи знань і для роботи з ними необхідно використовувати конкретні методи і техніку.
Існують різні способи подання, використання, розуміння знань і робота із ними може допомогти переосмислити і використати старі знання по новому.
В ІЗ використовуються методи структурування знань для пришвидшення процесу отримання і роботи із знаннями

### Існують 2 різні точки зору на ІЗ
- Трансляційний — він же традиційний, який передбачає пряме перенесення людських знань в машину.
- Модельний — це альтернативний погляд. Він передбачає моделювання задачі і способів її вирішення самою системою ІЗ.

Деякі теорії використовують ІЗ з однієї і з іншої сторони.